# Ткаченко, Георгий Кириллович
Георгий Кириллович Ткаченко — (23 апреля [5 мая] 1898, с. Глушково, Курская губерния — 11 декабря 1993, Киев) — кобзарь, архитектор, художник.

## Биография
Прожил 95 лет, более 35 из которых посвятил возрождению украинской эпической традиции. Являясь связующим звеном между своими учителями — известнейшими кобзарями Петром Древченко, Гнатом Гончаренко (его записи, хранящиеся теперь в библиотеке Конгресса США, на первые валики Эдисона писал ещё Климент Квитка) и своими учениками — Миколой Будником и Миколой Товкайло, главами возрожденного Киевского кобзарского цеха (традиционного профессионального объединения кобзарей), он не позволил прерваться настоящей многовековой эпической традиции, уходящей корнями в княжью эпоху Древнего Киева.
- Август 1902. На типографской открытке начала ХХ ст. — учителя, кобзари Кравченко из Полтавской губернии и Древченко из-под Харькова.

Выйдя на пенсию в 1960-х гг., он приехал из Москвы в Киев, оставив в Москве большую квартиру, снял угол у своей племянницы и многие годы давал уроки кобзарской традиции своим ученикам.
Московский период его жизни тоже был достаточно плодотворным и успешным, несмотря на достаточно непростые 1920—1950-е гг.
Будучи выпускником ВХУТЕМАС (1929), ландшафтным архитектором, Георгий Кириллович в 1930-50-е годы участвовал в создании и реконструкции московских парков: им. Горького, Лефортово, Лужников, парка на Воробьевых горах и некоторых других. Перед выходом на пенсию преподавал акварель в Московском архитектурном институте.

## Ученики
Г. К. Ткаченко, передавая свои знания кобзарской традиции ученикам, всегда настаивал на необходимости полного копирования традиционного репертуара, стиля, инструмента — без изменений. В отличие от «кобзарского искусства» (светского музицирования на бандуре без привязки к кобзарской традиции), где личное творчество поощрялось, в традиционном кобзарстве «отсебятины» быть не могло. Он (как, впрочем, и большинство этнографов) всегда считал, что именно здоровый консерватизм сберег традицию как таковую.
Наиболее известные его ученики:
- Микола Будник — первый глава (панотец или панмайстер) Киевского кобзарского цеха,
- Микола Tовкайло[укр.], кандидат исторических наук — нынешний глава Киевского кобзарского цеха,
- Виктор Мишалов[укр.] (Австралия-Канада), в прошлом студент Киевской консерватории — создатель и руководитель Канадской капеллы бандуристов (г. Торонто),
- Михаило Хай[укр.]- доктор наук, профессор, глава Львовского лирницкого цеха,
- Владимир Кушпет[укр.], кандидат наук, преподаватель Стретовской школы бандуристов, автор статей и книг о кобзарстве.